# L'isola di Pietro
L'isola di Pietro es una serie de televisión italiana producida por RTI y Lux Vide, y ambientada en la isla de San Pietro, en la provincia de Cerdeña Sur. Fue transmitida por Canale 5 en horario de máxima audiencia, la primera temporada de la serie se emitió del 24 de septiembre al 29 de octubre de 2017; la segunda del 21 de octubre al 25 de noviembre de 2018; finalmente, el tercero del 18 de octubre al 22 de noviembre de 2019.

## Sinopsis

### Primera temporada
En Carloforte, el único pueblo de la isla de San Pietro, en la provincia de Cerdeña Sur, vive Pietro Sereni, un pediatra que, gracias a su gran empatía y comprensión, se ha convertido en un referente popular para esta pequeña y aparentemente pacífica comunidad. y el hospital donde trabaja.
Un día como cualquier otro, mientras Pietro corre con su perro Mirto por la playa, sucede algo inesperado: una explosión en la Vecchia Tonnara, donde se realiza una fiesta organizada por los alumnos del último año de la escuela secundaria. Pietro se dirige de inmediato al lugar del accidente tratando de rescatar a tantos niños como sea posible, incluso poniendo en riesgo su vida. Este accidente provoca la muerte de cuatro niños de secundaria.
Mientras tanto, en Milán, su hija Elena, subcomisaria de la Policía del Estado, piensa mudarse a Londres con su pareja Giovanni, un conocido criminólogo forense. Su propósito se verá repentinamente cancelado por una llamada telefónica que recibe Elena de Inés, directora del instituto y amiga de la familia, quien le informa del accidente ocurrido en Carloforte. Así, Elena corre hacia Carloforte, regresando así a la isla que había abandonado quince años antes tras la muerte de su madre.
Habiéndose asegurado de que su padre está bien, Elena planea abandonar la isla de inmediato, pero el encuentro con el subcomisario que seguirá la investigación, Alessandro, así como con su primer amor de quien se separó quince años antes sin razón aparente, la convence de quedarse y participar en la investigación del incendio.
Alessandro descubre que el incendio fue provocado por un acto intencionado y afirma que una chica de quince años, más que otros estudiantes, podría estar involucrada en este misterioso accidente: se trata de Caterina, hijastra de Enrico y Grazia, esta última directora médica del hospital, un querido amigo de Pietro y su difunta esposa.
Sucesos posteriores que involucran especialmente a Caterina, como su huida de casa, el acoso sufrido por sus compañeros de clase en la Tonnara, el desvelamiento de un embarazo inesperado tras una relación con un compañero de instituto, etc., alimentan cada vez más investigaciones sobre la tragedia para poder desenmascarar los diversos secretos que varios personajes han estado ocultando durante mucho tiempo.

### Segunda temporada
Ha pasado un año desde la primera temporada, Alessandro, Elena, Caterina y Pietro ahora son una familia, aunque esta felicidad pronto se rompe con el accidente de Alessandro y Caterina que provoca la ceguera de la niña; sin embargo, esto la acerca mucho a Diego Marra, quien está en el centro de la serie junto con el asesinato de Giulia Canale, la supuesta amante de Alessandro.

### Tercera temporada
Tras el final de la segunda temporada, todos han regresado (excepto Alessandro, que murió durante un tiroteo dos años antes en Carloforte) y llega Valerio, el nuevo subcomisario. Elena junto con Caterina y Giacomo son recibidos con los brazos abiertos por el nuevo policía Diego Marra, el novio de Caterina (este último se sometió a una operación para poder ver). Mientras tanto, Carloforte investiga el asesinato de una chica, Chiara Spanu, que parece tener una conexión secreta con Diego. Resulta que este último es el padre de Anna, la pequeña de Chiara. La noticia lleva a la ruptura de la relación con Caterina, quien, tras recuperar la vista, se acerca mucho a Leonardo Manca, el nuevo instructor de surf, con problemas de drogas. Diego se acerca mucho al verdadero asesino de Chiara, su hermana Margherita, que trabaja junto a Pietro, hasta el punto de formar una familia con Anna. Está herido por el descubrimiento de la verdad, que sin embargo le ayuda a comprender que su verdadero amor es Caterina. Elena asiste a Valerio a pesar de que su relación se pone en riesgo varias veces debido a su enfermedad.

## Episodios
| Temporada         | Episodios | Emisión original |
| ----------------- | --------- | ---------------- |
| Primera temporada | 6         | 2017             |
| Segunda temporada | 6         | 2018             |
| Tercera temporada | 6         | 2019             |

## Reparto
- Pietro Sereni, interpretado por Gianni Morandi.
- Elena Sereni, interpretada por Chiara Baschetti.
- Alessandro Ferras (temporadas 1-2), interpretado por Michele Rosiello.
- Annalisa Mura (temporadas 1-2), interpretada por Cosima Coppola.
- Ines Fadda (temporada 1), interpretada por Cecilia Dazzi.
- Grazia Canu (temporada 1), interpretada por Clotilde Sabatino.
- Caterina Sereni, interpretada por Alma Noce.
- Samuele Ferras (temporada 1), interpretado por Pio Stellaccio.
- Nabil, interpretado por Hassani Shapi.
- Fabrizio Labieni (temporadas 1-2), interpretado por Daniele Rampello.
- Matteo Sulci (temporadas 1-2), interpretado por Federico Russo.
- Efisio Pinna, interpretado por Cristian Cocco.
- Enrico Rovandi (temporada 1), interpretado da Ninni Bruschetta.
- Giovanni Pavani (temporada 1), interpretado por Cesare Bocci.
- Paolo Deidda (temporada 2), interpretado por Ettore Bassi.
- Diego Marra (temporadas 2-3), interpretado por Erasmo Genzini.
- Ignazio Silas (temporada 2), interpretado por Stefano Dionisi.
- Giulia Canale (temporada 2), interpretada por Elisabetta Canalis.
- Isabella Pagani in Sulci (temporada 2), interpretada por Lorella Cuccarini.
- Saverio Sulci (temporada 2), interpretado por Vanni Bramati.
- Rodolfo "Rudy" Sulci (temporada 2), interpretado por Roberto Caccioppoli.
- Corrado Sulci (temporada 2), interpretado por Luigi Diberti.

## Producción
El rodaje tuvo lugar en Cerdeña principalmente en Carloforte (el único municipio de la isla de San Pietro), pero también en Portoscuso, en la isla de Sant'Antioco, Calasetta, en otros lugares de la región Sulcis-Iglesiente (provincia de Cerdeña del Sur) y en Cagliari, ya partir de la tercera temporada también en Villasimius y el Santuario Nurágico de Santa Cristina.